# آجي دامبيلي
آجي دامبيلي (بالبرتغالية: Agi Dambelley‏) (مواليد 21 أغسطس 1993) هو لاعب كرة قدم في إسباني من أصول غامبية يلعب حاليًا لصالح نادي الدرعية السعودي.